# 클래리사 익스플레인스 잇 올
《클래리사 익스플레인스 잇 올》(Clarissa Explains It All)은 미국 틴 시트콤으로, 니켈로디언에서 방영했고 미첼 크리그맨이 제작했다. 시리즈에서 멀리사 조앤 하트가 연기하는 클래리사 달링은 시청자에게 직접적으로 말을 걸어 자신의 삶에 대한 이야기를 풀며, 학교, 남자 아이, 여드름, 첫 트레이닝브라 착용, 짜증나는 남동생 등 청소년이 가지는 문제와 대치한다.
《클래리사 익스플레인스 잇 올》는 다섯 시즌 동안 총 65편으로 구성돼 1991년 3월 23일에서 1994년 10월 1일까지 방영되었으며 추후 재방송되기도 했다. 2011년 7월 25일부터 틴닉의 방송시간대 《더 90스 올 얼 댓》(현재 《더 스플랫》으로 개명)에서 간간이 재방영되었다. 2015년 프로그램의 제작자 미첼 크리그맨은 시리즈의 후속작이 되는 소설 《내가 설명하지 못한 것》(Things I Can't Explain)을 발간했다. 책 속에서 클래리사는 현재 20대로 성인으로서의 삶을 개척하고 있다.

## 줄거리 및 전제
주 이야기는 오하이오주 교외 도시에 사는 클래리사 달링과 그 가족, 그리고 클래리사의 절친 샘을 보여준다. 클래리사가 유아용 모래상자에 기르는 애완용 악어 엘리자베스는 초기 에피소드에서 잠깐씩 모습을 비춘다. 클래리사는 니켈로디언 시리즈 가운데 처음 여주인공이 차용된 것으로 자리매김하였고, 이는 방송사에서 또다른 프로그램을 제작하도록 유도하는 데 기여한다. (예: 《시크릿 월드 오브 알렉스 맥》, 《아만다 쇼》, 《미스터리 파일스 올브 셜비 우》) 소년소녀를 막론하고 유명해짐으로써 여성 주연이 등장하는 아동시리즈는 소년에게 먹히지 않을 것이란, 신화를 깨뜨리는 데도 기여했다.